# Jon Bellion
Jon Bellion (* 26. prosince 1990 v Long Island, New York) je americký pop muzikant a skladatel.

## Kariéra
Jon Bellion původně byl basketbalistou. Během studia střední školy objevil hudební talent, začal skládat hudbu. Po škole šel do místní vysoké školy Five Towns College, kde studoval hudbu a absolvoval studium. V roce 2011 začal vydávat mixtapy a zaujal publikum prvním albem pod názvem Scattered Thoughts Vol 1., o rok později získal smlouvu jako hudební skladatel. V témže roce napsal společně s Jasonem Derulo píseň Trumpets, ta se stala číslem 1 v hitparádě v Austrálii, píseň v mnoha dalších zemích dosáhla žebříčku TOP 10.
Pracoval také na písni Monster, která se stala v mnoha zemích hitem číslo jedna. V roce 2016 Bellion dokončil debutové album a vydal píseň All Time Low. S dalším albem The Human Condition postoupil do amerických hudebních žebříčků. O něco později se píseň All Time Low dostala do TOP 20 v žebříčku singlů. Počátkem roku 2017 byla píseň publikována také v Evropě

## Diskografie

### Alba
- Glory Sound Prep (2018)
- The Human Condition (2016)
- Mixtapes Scattered Thoughts Vol. 1 (2011)
- Translations Through Speakers (2013)
- The Separation (2013)
- The Definition (2014)

### Singly
- Guillotine (spolu s Travisem Mendesem, 2016)
- 80’s Films (2016)
- Maybe IDK (2016)
- All Time Low (2016)
- Beautiful Now (Zedd, spolu s Jonem Bellionem, 2015)
- Rat Race (Andy Mineo, spolu s Jonem Bellionem, 2015)
- Dead Presidents (Travis Mendes, spolu s Jonem Bellionem, 2016)
- Obsession (Vice, spolu s Jonem Bellionem, 2017)